# VHD格式
VHD（虚拟硬盘，Virtual Hard Disk）及其后续的VHDx是一種虚拟硬盘（它们通常被用作虚拟机的硬盘）文件格式。這些文件中有已分区的虛擬磁盘和虛擬文件系统，而文件系统內又有虛擬文件和虛擬文件夹。VHD適用於微软的Hypervisor以及Hyper-V。 
VHD是Connectix為他们的Virtual PC产品創建的格式，Connectix於2003年被微軟收购。Windows 8/Windows Server 2012系統引入了VHDx。